# Iglesia de Nuestra Señora de Mont-devant-Sassey
La iglesia de Nuestra Señora de Mont-devant-Sassey (en francés: église Notre-Dame) es una antigua iglesia católica milenaria de Francia, que se encuentra en la comuna de Mont-devant-Sassey, en el departamento de Mosa, entre Dun-sur-Meuse et Stenay.

## Historia
Auténtico iglesia del siglo XI, fundada sobre las ruinas de un santuario celta que data de antes del siglo VI, fechado donde Dagoberto II expulsó a los celtas de las marcas del reino de los francos. Construida en el siglo XI por las damas canónigas de Andenne (Bélgica), que siguieron a las invasiones normandas. Sabia mezcla de estilos, románico, gótico y renacentista ya en las últimas partes edificadas, se descompone como sigue: 
- siglo XI: cripta;
- siglo XII: coro, ábside, absidiolo;
- siglo XIII: transepto, nave y portal destacable;
- siglo XIV: adición de un techo de piedra a la nave, del campanario, de los tramos laterales, del portal (uno de los dos últimos portales de Lorena, con Avioth, que han conservado su estatuaria original);
- siglo XV/XVI: fortificación;
- siglo XVIII: añadido de una extensión al portal;

Construido a partir del modelo arquitectónico de las catedrales de Verdun o Tréveris (planta románica-renana), su coro es también una copia del antiguo coro oriental de Verdun.
Múltiples sepulturas, muebles y estatuas, así como una imponente tribuna para el órgano (1880), se encuentran actualmente en el interior. Visitable por petición o todos los días durante el verano, ve pasar más de 5000 visitantes cada año.
El edificio está clasificado como monumento histórico por la lista de 1875.

## Galería de imágenes

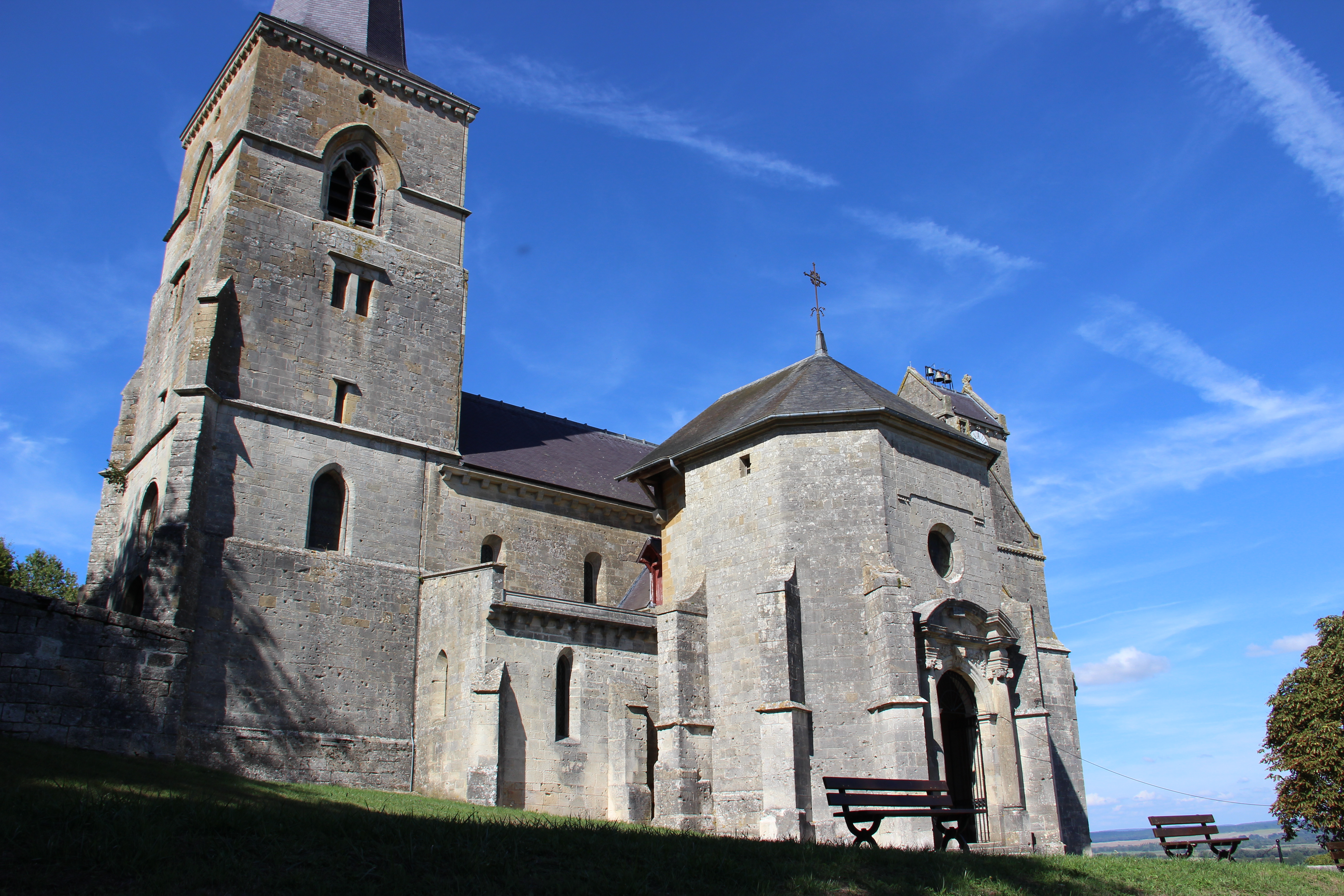
Vista exterior
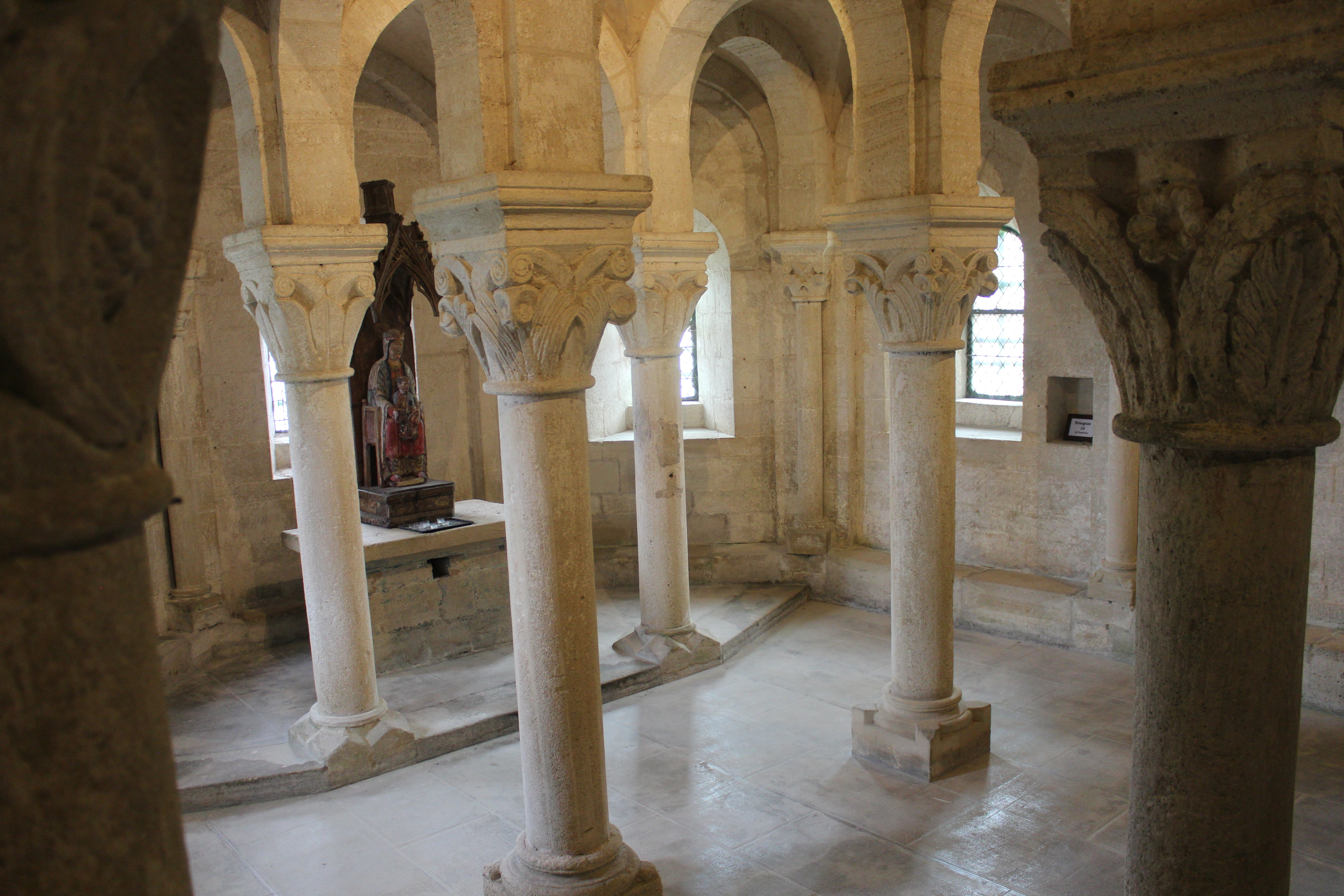
Cripta de la iglesia
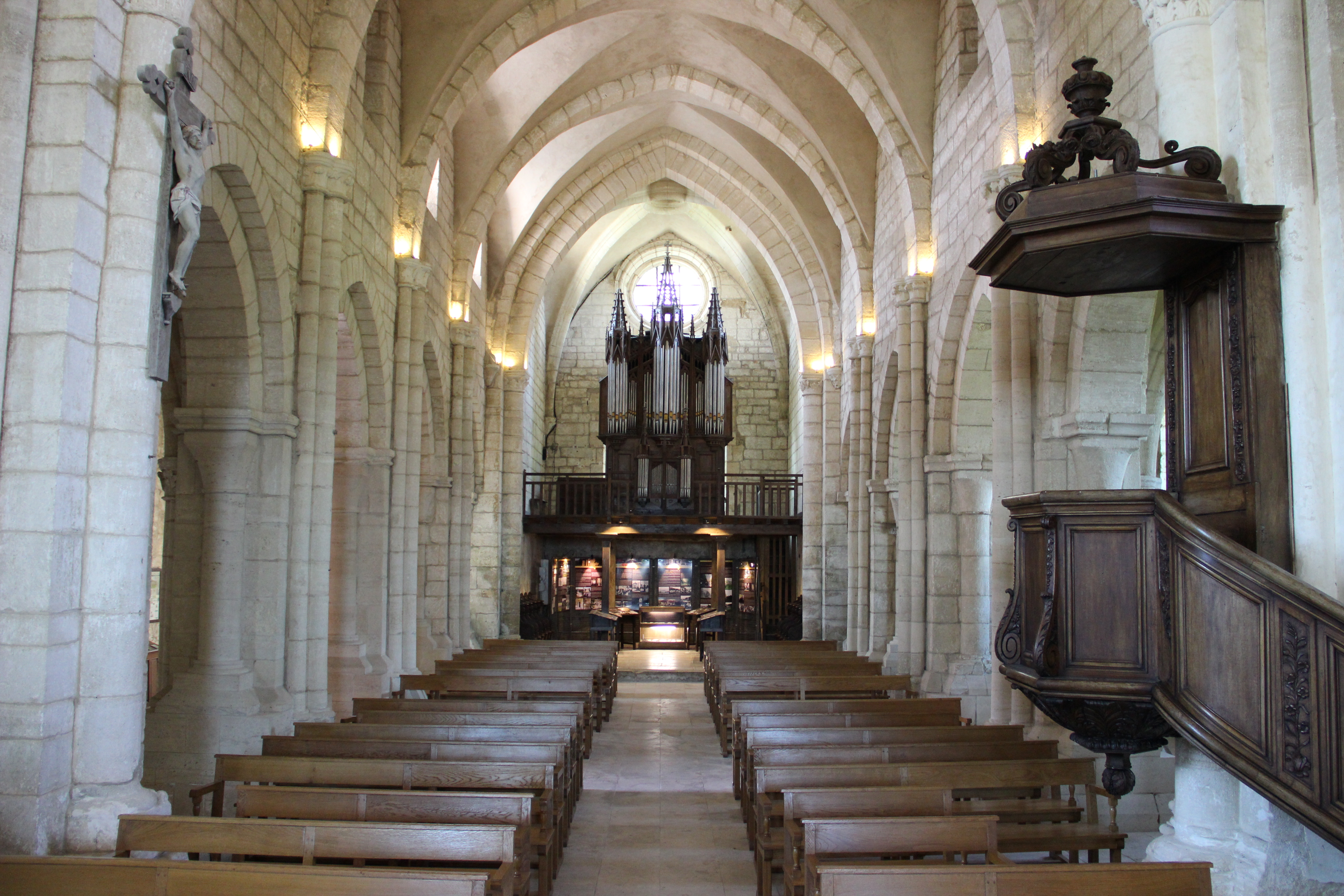
Interior de la iglesia
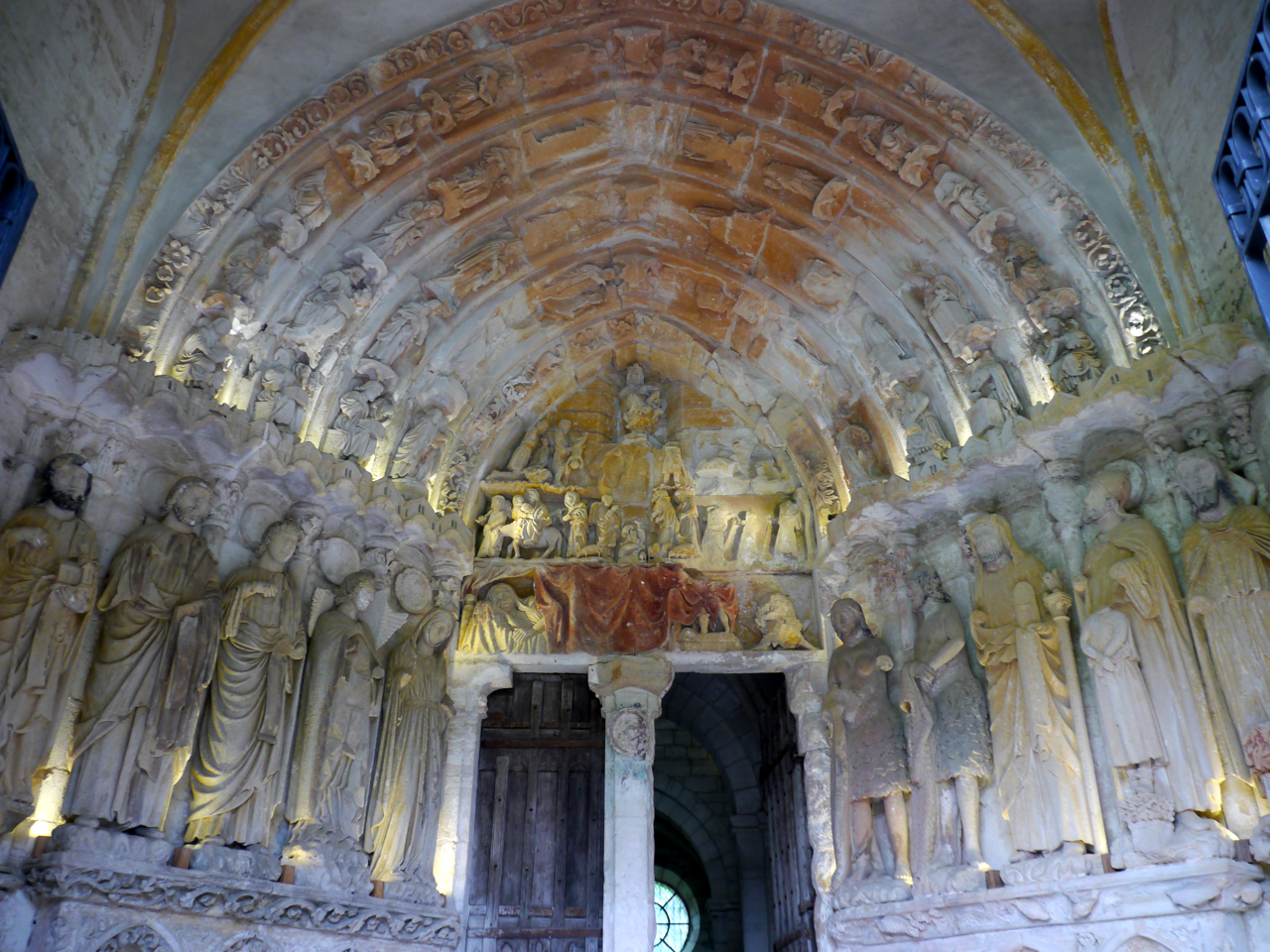
Portal de la Virgen (1250)